# Самостраховка

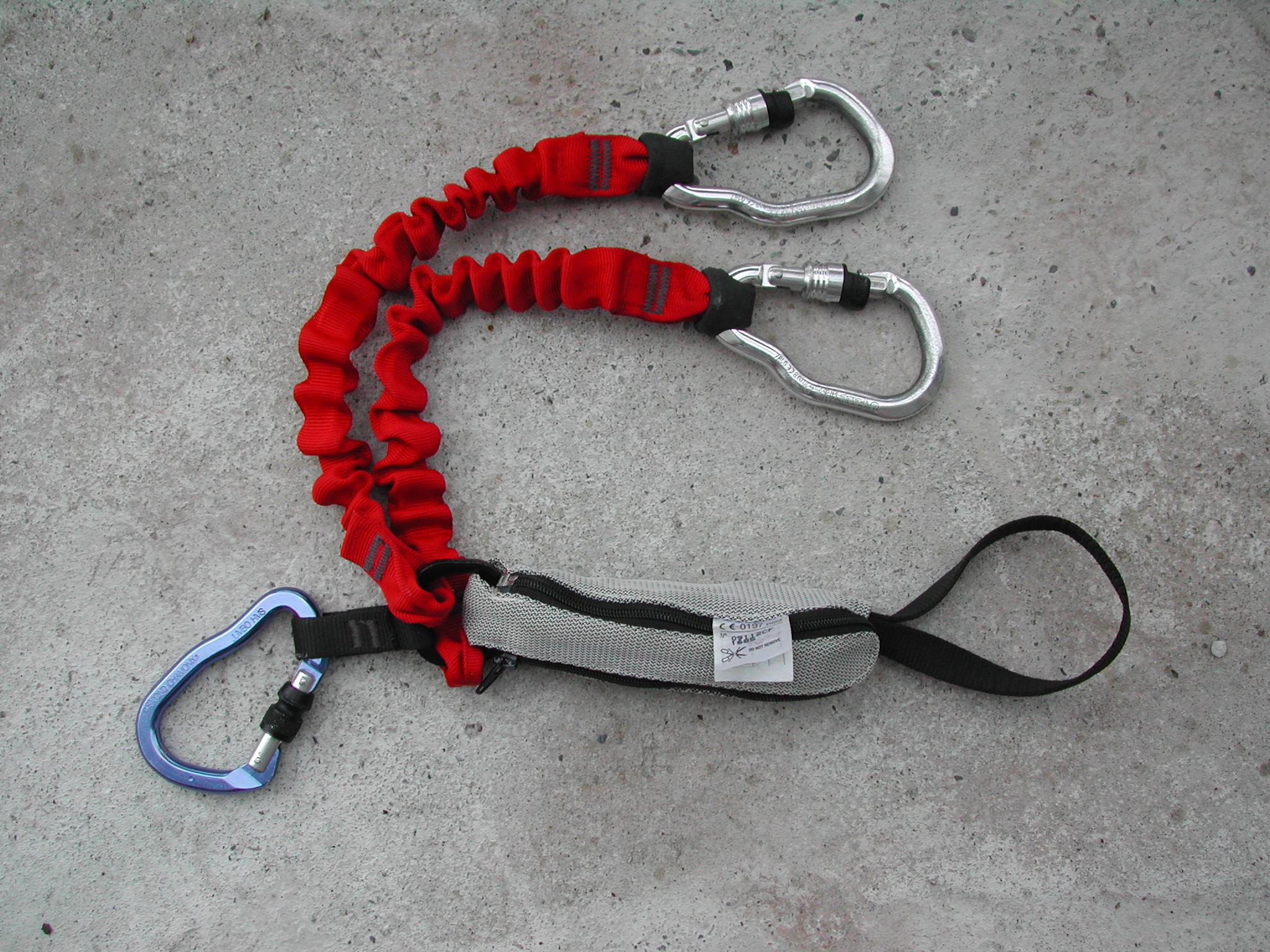
Изготовленные страховочные усы для виа феррата с амортизатором рывка

Самострахо́вка (разг. уменьш. сам-ка, страхо́вочные усы́; англ. cows’ tails — «коровьи хвосты», lanyards) — отрезок динамической верёвки диаметром 9—11 мм, обеспечивающий страховку в альпинизме, спелеотуризме, промальпе. Страховочные усы могут быть сшитыми (или с узлами) и залитыми пластиком, предотвращающим саморазвязывание, с регулирующим длину зажимом и амортизатором рывка. Самостраховка может быть скользящей на горизонтальных перилах, или выполненной с помощью схватывающего узла (или зажима) на наклонных (или вертикальных) перилах.
Все приёмы техники движения основаны на принципе наименьшей затраты сил и наибольшей безопасности. Для обеспечения безопасности от альпиниста требуются не только обширные знания и технические навыки, но и ряд моральных качеств.

## Применение

### В альпинизме
В альпинизме применяют готовые самостраховки со сшитыми петлями или самостоятельно изготовленные самостраховки с узлами, изготовленные из отрезка динамической верёвки, снижающей рывок от падения до 600 кгс (6 кН).
- Отрезок динамической верёвки продевают через нижнюю и верхнюю петли страховочной системы, завязывая восьмёрку. На середине самостраховки завязывают восьмёрку с петлёй (или австрийский проводник). На конце длинного уса также — восьмёрка
- Отрезок динамической верёвки с тремя сшитыми петлями, сложенный пополам, продевают через нижнюю и верхнюю петли страховочной системы, завязывая полусхватывающий узел
- Сшитую петлю продевают через нижнюю и верхнюю петли страховочной системы, завязывая полусхватывающий узел, на середине — восьмёрка без петли, петлю самостраховки — в карабин
- Узел «стремя», завязанный основной страховочной верёвкой на мастер-карабине станции[15]

### В горном спасении
В горном спасении применяют в качестве регулируемой самостраховки парсел прусик.
- Как длинный ус, ввязанный в кольцо страховочной системы петлёй узла восьмёрка
- Как 2 уса — парсел прусик, завязанный серединой на карабине узлом «стремя»

### В спелеотуризме
В спелеотуризме страховочные усы применяют для повисания или самостраховки от падения в опасных местах, таких как подход к навеске на верху колодцев или прохождение точек перестёжки. Изготавливают из отрезка динамической верёвки длиной около 2.5 метров, прикреплённой к обвязке восьмёркой, коротким и длинным усами, на концах которых — восьмёрки и карабины.

### В промышленном альпинизме
В промальпе применяют как готовые страховочные усы с амортизатором, так и самостоятельно завязанные различными узлами самостраховки.

## Фотогалерея

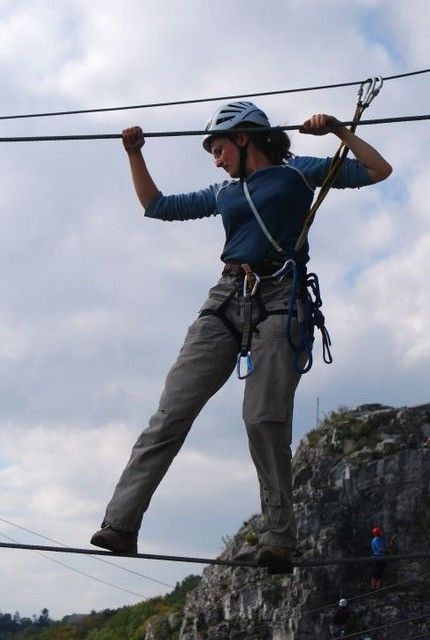
использование самостраховки при прохождении навесно́й переправы
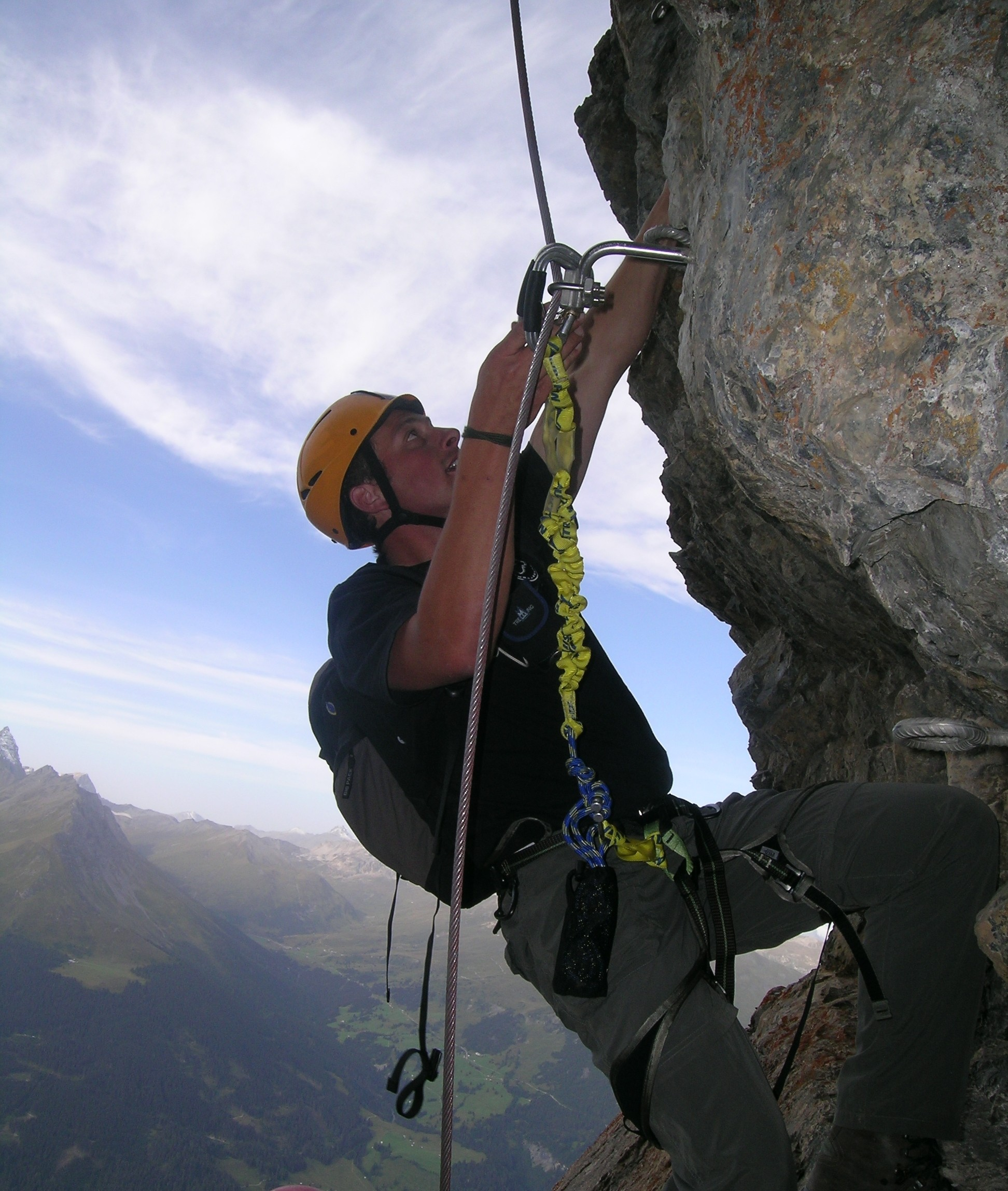
использование самостраховки при прохождении виа феррата
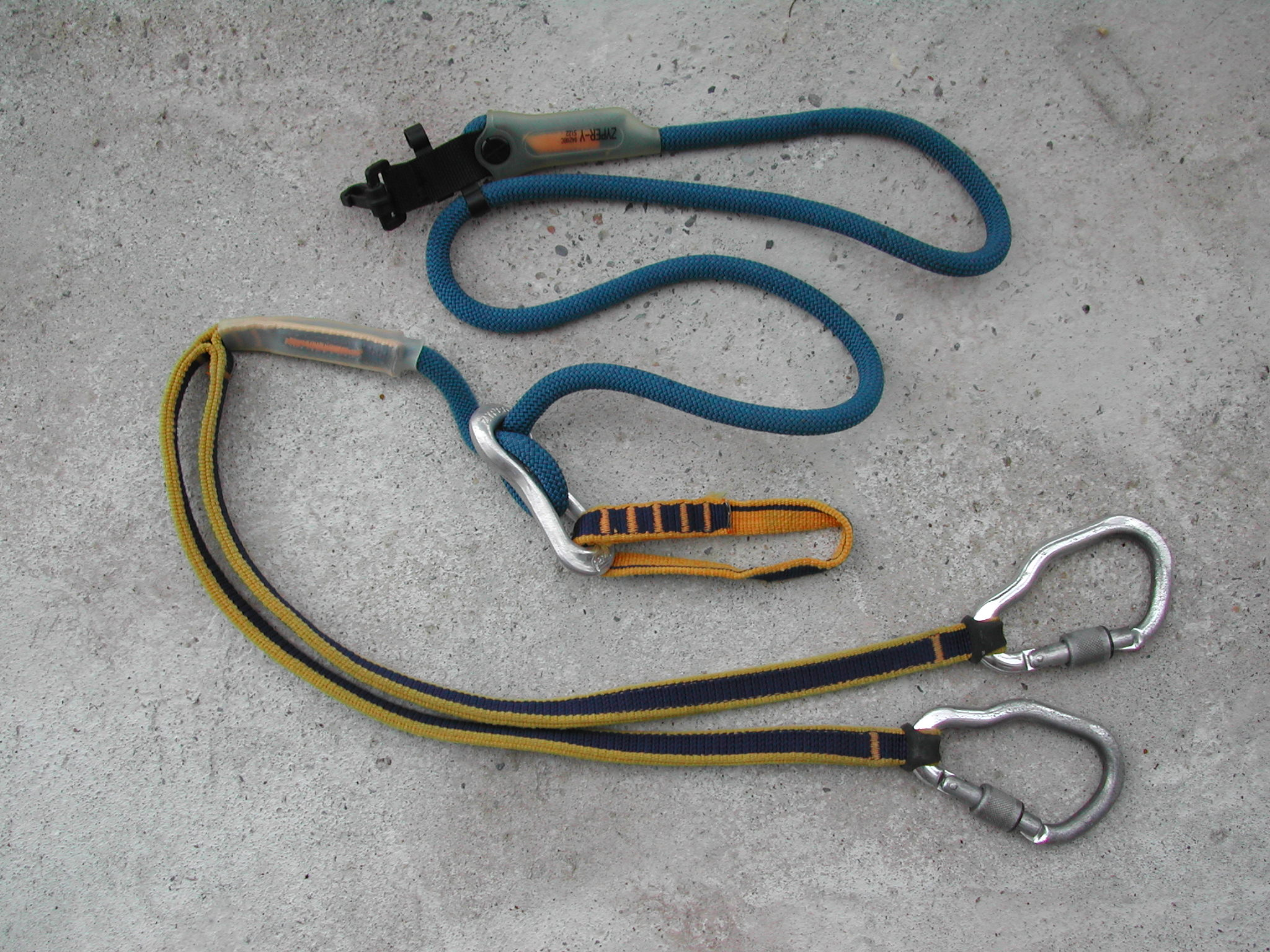
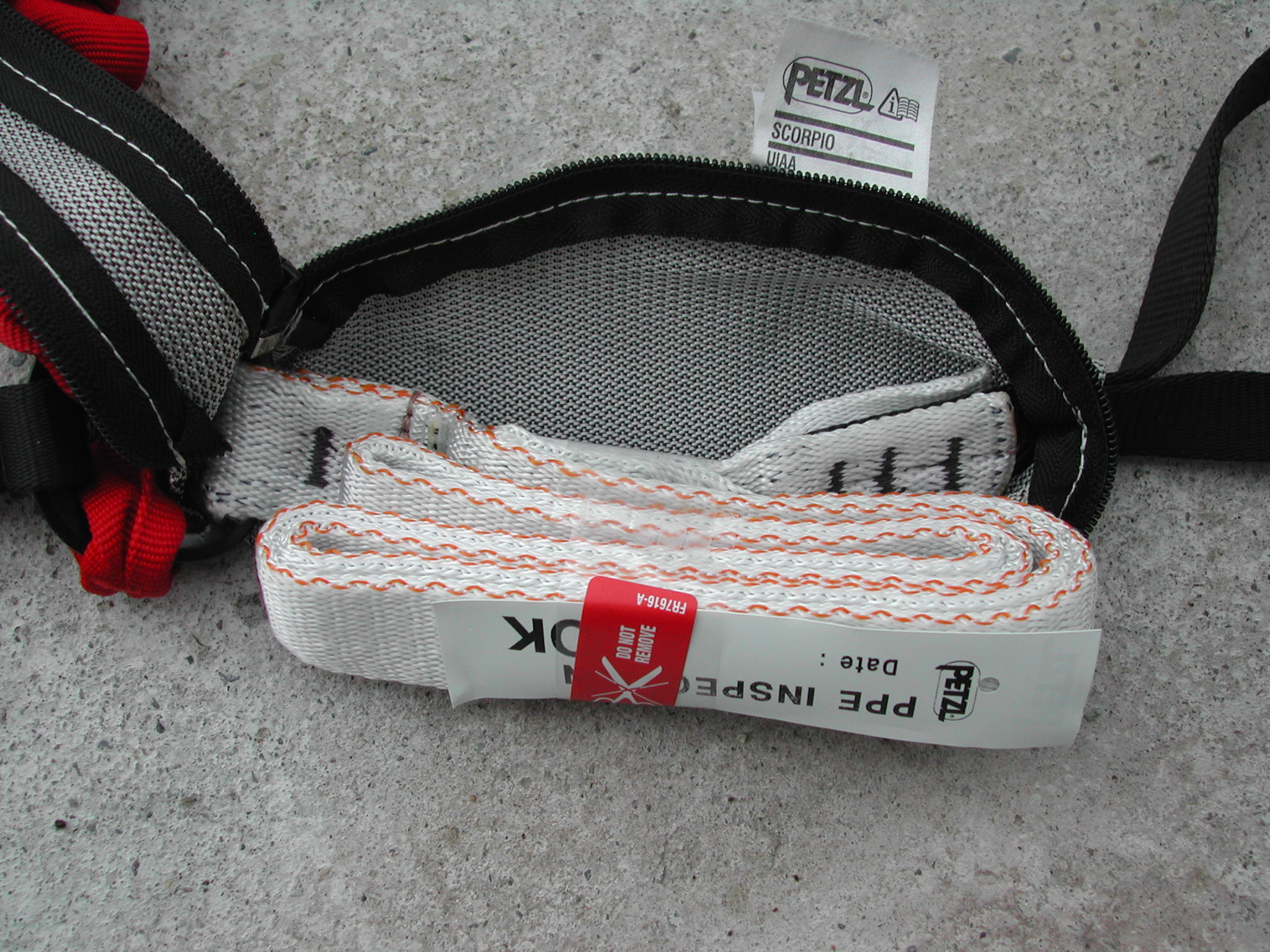
амортизатор рывка, снижающий фактор рывка до безопасного для человека уровня